# Leichtathletik-Europameisterschaften 1950/100 m der Frauen

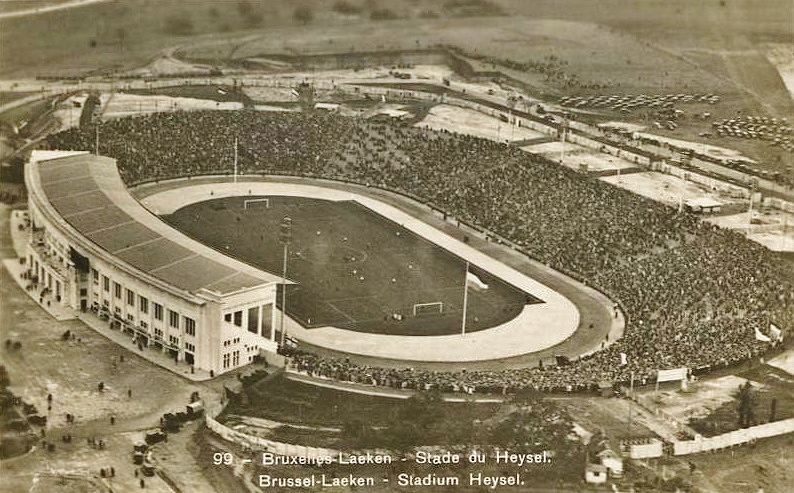
Das Brüsseler Heysel-Stadion in einer Luftaufnahme von 1935

Der 100-Meter-Lauf der Frauen bei den Leichtathletik-Europameisterschaften 1950 wurde am 24. und 25. August 1950 im Heysel-Stadion der belgischen Hauptstadt Brüssel ausgetragen.
Europameisterin wurde die Niederländerin Fanny Blankers-Koen. Sie gewann vor der Titelverteidigerin Jewgenija Setschenowa aus der Sowjetunion. Bronze ging an die Britin June Foulds.

## Rekorde

### Bestehende Rekorde
| Weltrekord           | 11,5 s | Fanny Blankers-Koen    | Amsterdam, Niederlande                            | 13. Juni 1948      |
| Europarekord         | 11,5 s | Fanny Blankers-Koen    | Amsterdam, Niederlande                            | 13. Juni 1948      |
| Meisterschaftsrekord | 11,9 s | Stanisława Walasiewicz | EM in Wien, damals Deutschland (heute Österreich) | 17. September 1938 |
| Meisterschaftsrekord | 11,9 s | Jewgenija Setschenowa  | EM in Oslo, Norwegen                              | 22. August 1946    |

### Rekordverbesserung
Die niederländische Europameisterin Fanny Blankers-Koen verbesserte den EM-Rekord einmal um zwei Zehntelsekunden und stellte ihn ein weiteres Mal ein:
- Êrster Vorlauf, 24. August: 11,7 s bei Windstille
- Finale, 25. August: 11,7 s bei einem Rückenwind von 0,7 m/s

## Vorrunde
24. August 1950, 16.25 Uhr
Die Vorrunde wurde in drei Läufen durchgeführt. Die ersten beiden Athletinnen pro Lauf – hellblau unterlegt – qualifizierten sich für das Finale.

### Vorlauf 1

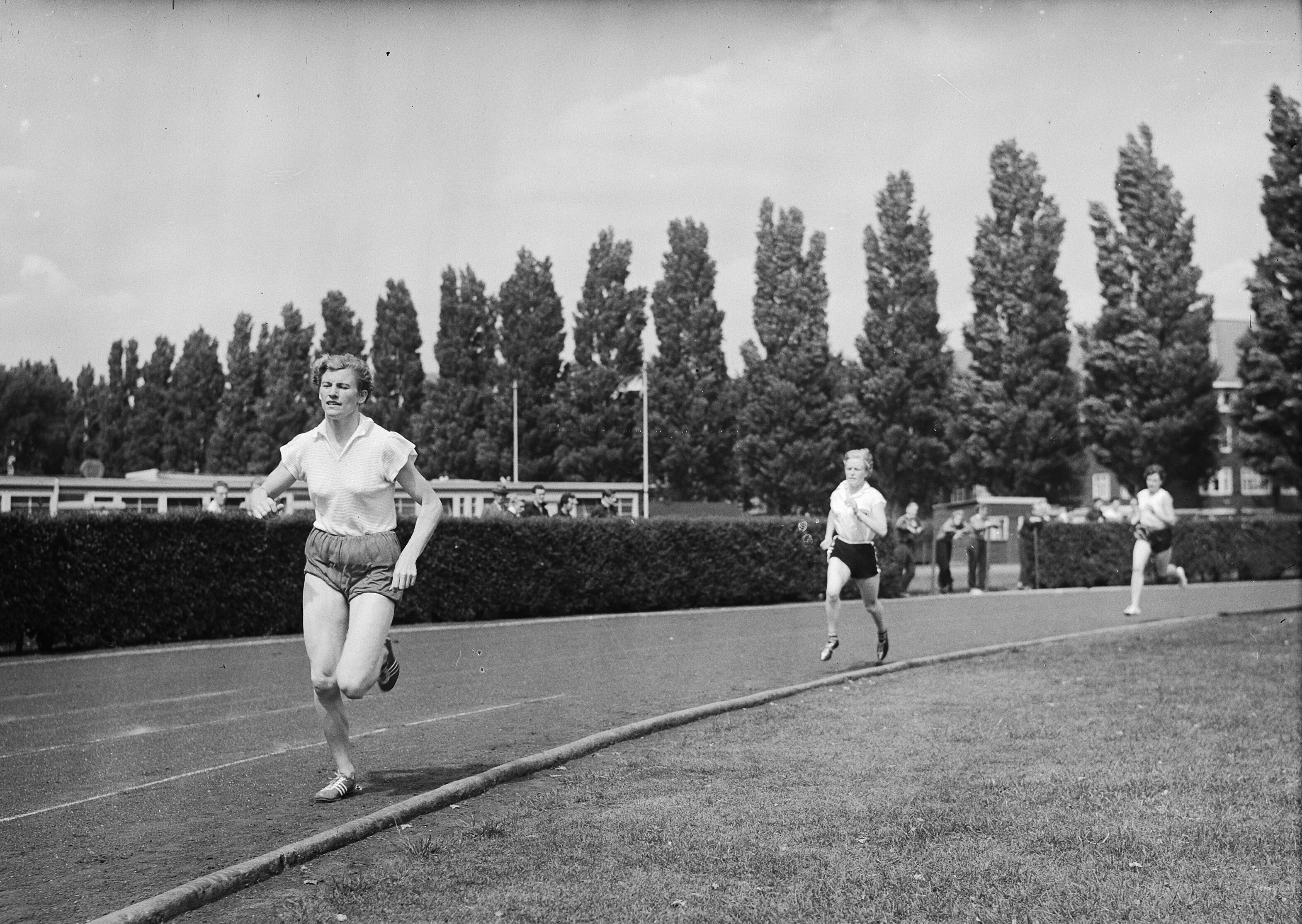
Grietje de Jonghs dritter Platz – hier in einem Rennen von 1953 in führender Position – im zweiten Vorlauf reichte nicht ganz zur Finalteilnahme

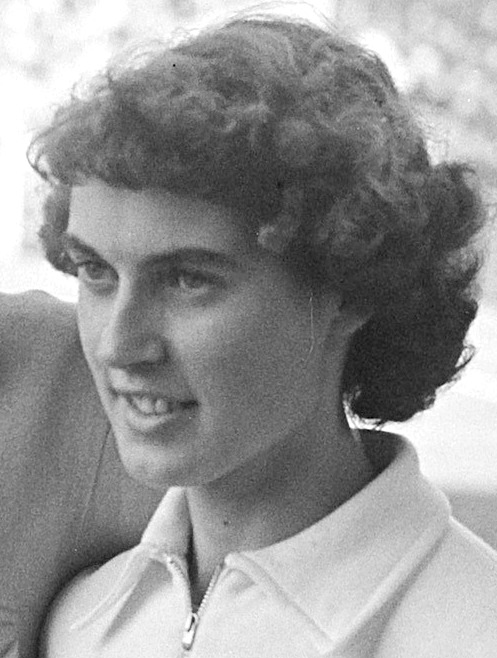
Dorothy Hall scheiterte als Dritte des dritten Vorlaufs ganz knapp und gewann dann Bronze über 200 m

Wind: ±0,0 m/s
| Platz | Name                | Nation         | Zeit (s) |
| ----- | ------------------- | -------------- | -------- |
| 1     | Fanny Blankers-Koen | Niederlande    | 11,7 CR  |
| 2     | June Foulds         | Großbritannien | 12,2     |
| 3     | Yvette Monginou     | Frankreich     | 12,6     |
| 4     | Gertrud Heusser     | Schweiz        | 13,4     |
| DSQ   | Sofja Malschina     | Sowjetunion    |          |

### Vorlauf 2
Wind: +0,4 m/s
| Platz | Name             | Nation         | Zeit (s) |
| ----- | ---------------- | -------------- | -------- |
| 1     | Soja Duchowitsch | Sowjetunion    | 12,3     |
| 2     | Elspeth Hay      | Großbritannien | 12,5     |
| 3     | Grietje de Jongh | Niederlande    | 12,5     |
| 4     | Josette Demeuter | Belgien        | 13,4     |

### Vorlauf 3
Wind: −1,9 m/s
| Platz | Name                  | Nation         | Zeit (s) |
| ----- | --------------------- | -------------- | -------- |
| 1     | Jewgenija Setschenowa | Sowjetunion    | 12,4     |
| 2     | Colette Aitelli       | Frankreich     | 12,5     |
| 3     | Dorothy Hall          | Großbritannien | 12,5     |
| 4     | Xenia Stad de Jongh   | Niederlande    | 12,6     |
| 5     | Vittoria Cesarini     | Italien        | 12,8     |
| 6     | Anna Van Rossum       | Belgien        | 13,7     |

## Finale

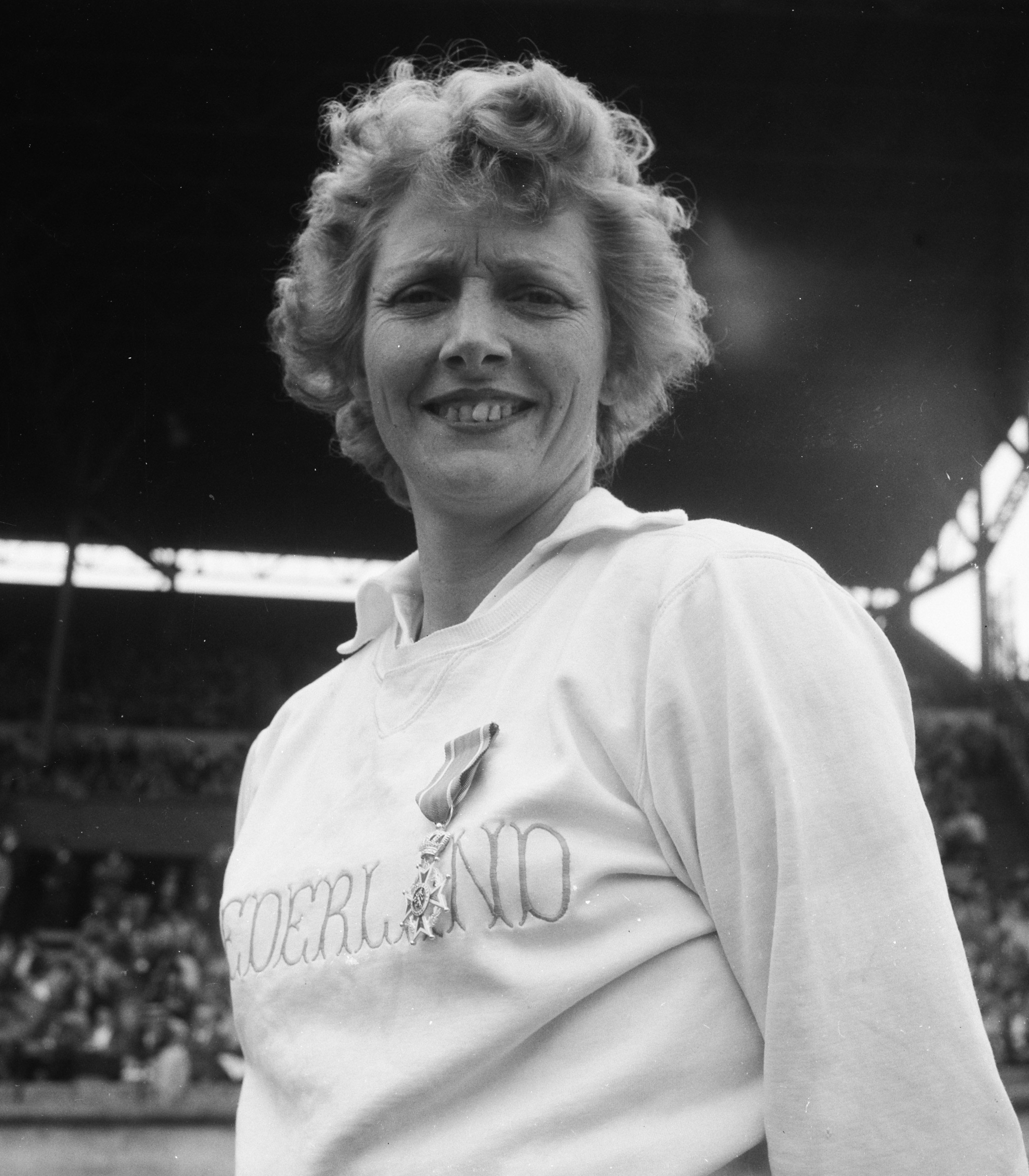
Die dreifache Europameisterin Fanny Blankers-Koen – 100 m, 200 m, 80 m Hürden
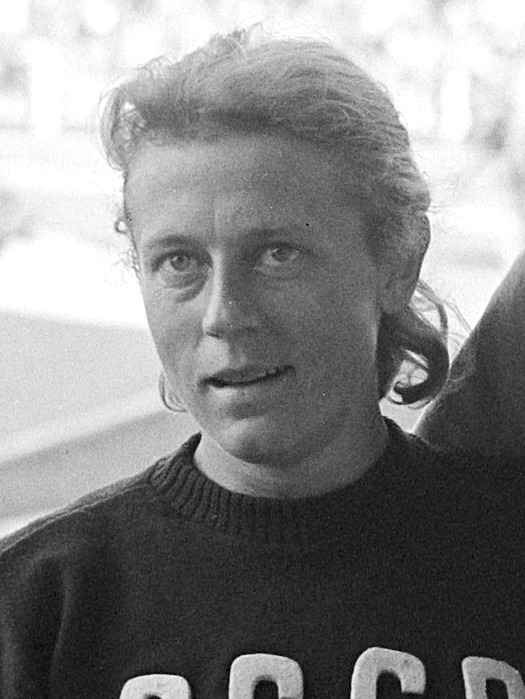
Die Titelverteidigerin Jewgenija Setschenowa erreichte diesmal Platz zwei
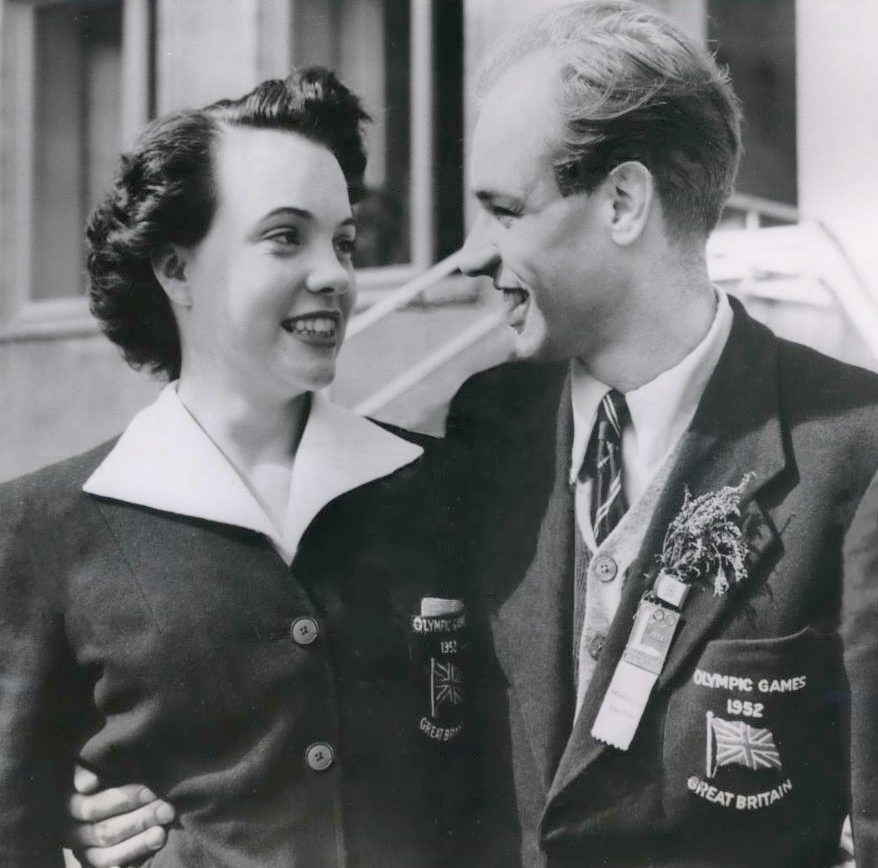
Bronzemedaillengewinnerin June Foulds im Jahr 1952 mit ihrem späteren Mann, dem britischen Fechter Raymond Paul

25. August 1950, 19.45 Uhr
Wind: +0,7 m/s
| Platz | Name                  | Nation         | Zeit (s) |
| ----- | --------------------- | -------------- | -------- |
| 1     | Fanny Blankers-Koen   | Niederlande    | 11,7 CRe |
| 2     | Jewgenija Setschenowa | Sowjetunion    | 12,3     |
| 3     | June Foulds           | Großbritannien | 12,4     |
| 4     | Soja Duchowitsch      | Sowjetunion    | 12,4     |
| 5     | Elspeth Hay           | Großbritannien | 12,5     |
| 6     | Colette Aitelli       | Frankreich     | 12,5     |